# Cadomische orogenese
De Cadomische orogenese is een fase van gebergtevorming die in delen van Centraal- en Zuid-Europa herkend wordt. De fase heeft een ouderdom van 650 tot 550 miljoen jaar en valt daarmee in het Neoproterozoïcum.
De Cadomische orogenese is ontdekt door radiometrische datering van de groei van metamorfe mineralen. In diverse terreinen die tot de kristallijne sokkel van het Europese continent behoren (zoals het Armoricaans Massief, het Londen-Brabantmassief, het Boheems Massief, het Oost-Silezisch Massief en het Małopolskamassief) worden Cadomische ouderdommen gevonden.
Al deze terreinen lagen in het Neoproterozoïcum aan de noordwestelijke rand van het paleocontinent Gondwana en zijn later, gedurende het Paleozoïcum door accretie aan de zuidkant van het tegenwoordige Europa vast komen te liggen. De Cadomische orogenese was zelf het gevolg van de accretie van een eilandboog (de Cadomische boog) tegen Gondwana. De orogenese heeft een vergelijkbare ouderdom als de Pan-Afrikaanse orogenese die ook op Gondwana plaatsvond, maar in hoeverre de twee fases verwant zijn is onduidelijk.